# HMS Marlborough (1912)
O HMS Marlborough foi um couraçado operado pela Marinha Real Britânica e a segunda embarcação da Classe Iron Duke, depois do HMS Iron Duke e seguido pelo HMS Benbow e HMS Emperor of India. Sua construção começou em janeiro de 1912 no Estaleiro Real de Devonport e foi lançado ao mar em outubro do mesmo ano, sendo comissionado em junho de 1914. Era armado com uma bateria principal de dez canhões de 343 milímetros em cinco torres de artilharia duplas, tinha um deslocamento de trinta mil toneladas e alcançava uma velocidade máxima de 21 nós.
O Marlborough serviu com a Grande Frota durante toda a Primeira Guerra Mundial, passando a maior parte de seus primeiros anos de conflito realizando patrulhas pelo Mar do Norte. Ele participou da Batalha da Jutlândia em maio e junho de 1916, disparando e contra o já seriamente danificado cruzador rápido SMS Wiesbaden. Este mesmo assim conseguiu torpedear o couraçado, forçando sua retirada da batalha. A embarcação não entrou mais em ação depois disso e passou o restante do conflito novamente em patrulhas, resultado de estratégias navais mais cautelosas.
O navio foi transferido para a Frota do Mediterrâneo pouco depois do final da guerra, participando da intervenção dos Aliados na Guerra Civil Russa no Mar Negro entre 1919 e 1920. Neste período evacuou membros refugiados da Família Imperial Russa em Ialta, incluindo a imperatriz viúva Maria Feodorovna. O Marlborough também se envolveu na Guerra Greco-Turca em 1920. Ele foi tirado do serviço ativo em 1931 de acordo com os termos do Tratado Naval de Londres e usado em uma série de testes de armas até o ano seguinte, quando foi descomissionado e desmontado.